# Hans-Konrad Trümpler
Pour les articles homonymes, voir Trümpler.
Hans-Konrad Trümpler (né le 24 août 1952), est un rameur suisse. Il remporte deux médailles d'or olympiques en aviron quatre sans barreur lors du championnats du monde d'aviron 1982 de Lucerne en Suisse.
Il participe également aux Jeux olympiques de 1980 de Moscou à Krylatskoye et aux Jeux olympiques de 1984 de Los Angeles au lac Casitas,.